# Liste des sénateurs belges (législature 1950-1954)
Pour les articles homonymes, voir Liste des sénateurs belges.
Liste des sénateurs pour la législature 1950-1954 en Belgique, à la suite des élections législatives par ordre alphabétique.

## Président
- Paul Struye

## Membres

### élus
1. Jean Allard (arr. Liège)
2. Emile Allewaert (arr. Roulers-Tielt)
3. Robert Ancot (nl) (arr.Bruges)
4. Franciscus Baur (arr. Gand-Eeklo)
5. Jean Beaucarne (arr. Courtrai-Ypres)
6. René Binot (arr. Mons-Soignies)
7. Jean Bouilly, secrétaire (arr.Mons-Soignies)
8. Arnold Boulanger (arr. Liège)
9. Auguste Buisseret (arr.Liège)
10. Robert Catteau, 3e vice-président (arr. Bruxelles) (jusque 1954) remplacé 3.2.1954 par Oscar Bossaert
11. Arthur Clays (arr. Courtrai-Ypres)
12. Joseph Clynmans (arr.Anvers)
13. Vicomte Vincent Cossée de Maulde (arr. Tournai-Ath)
14. Lode Craeybeckx (arr.anvers)
15. Gaston Crommen (arr. Gent-Eeklo)
16. comte Charles d'Aspremont Lynden (arr. Namur/Dinant-Philippeville)
17. Eugène Debaise (arr.Mons-Soignies)
18. August De Boodt (nl)[1],secrétaire (arr. Malines-Turnhout)
19. Marcel Decoene (arr. Bruxelles)
20. Gustaaf De Haeck (arr. Audenarde-Alost)
21. comte Henri de la Barre d'Erquelinnes, questeur (arr. Mons-Soignies)
22. Étienne de la Vallée Poussin (arr. Bruxelles)
23. Maurice Delmotte (arr. Huy-Waremme)
24. René Delor (arr.Nivelles)
25. Hendrik Delport (arr. Louvain)
26. Robert de Man, questeur (arr.Courtrai-Ypres)
27. Abdon Demarneffe (arr. Hasselt-Tongres-Maaseik)
28. Guillaume-Ghislain De Nauw (arr. Audenarde-Alost)
29. Charles Derbaix (arr. Charleroi-Thuin)
30. Édouard Descampe (arr. Bruxelles)
31. René De Smedt (arr. Roulers-Tielt)
32. Gustaaf De Stobbeleir (arr. Audenarde-Alost)
33. Jacques De Vocht (arr. Hasselt-Tongres-Maaseik)
34. Emile De Winter (arr. Bruxelles)
35. Ghislain Dhondt (arr. Roulers-Tielt)
36. Octave Dierckx (arr. Bruxelles)
37. Amédée Doutrepont, questeur (arr. Bruxelles)
38. L.G. Duray (arr.Mons-Soignies)
39. R.G. Duterne (arr. Charleroi-Thuin)
40. Jean Duvieusart[2] (arr.Charleroi-Thuin)
41. Simon Flamme (arr. Tournai-Ath)
42. René George (arr. Charleroi-Thuin)
43. Henri Glineur (arr. Charleroi-Thuin)
44. Arnold Godin (arr. Verviers)
45. Arsène Gribomont (arr. Arlon-Marche-Bastogne/Neufchâteau-Virton)
46. Hyacinth Harmegnies (arr.Mons/Soignies)
47. Polydore Holvoet (arr.Furnes-Dixmude-Ostende)
48. Julius Hoste jr. (arr. Bruxelles)
49. Louis Huart (arr. Namur/Dinant-Philippeville)
50. Etienne Jacobs (arr. Tongres-Maaseik)
51. Jozef Jespers, secrétaire (arr. Anvers)
52. Petrus Klockaerts (arr.Malines-Turnhout)
53. Albert Kluyskens (arr. Gand-Eeklo)
54. Robert Lacroix (arr. Namur-Dinant-Philippeville)
55. Hubert Lapaille (arr. Huy-Waremme)
56. Mme Simonne Lehouck-Gerbehaye (arr.Namur-Dinant-Philippeville)
57. Edmond Leysen (arr. Malines-Turnhout)
58. Albert Lilar (arr. Anvers)
59. Cassian Lohest (nl) (arr. Liège) (+ 1951) remplacé par José Nihoul
60. Edmond Machtens (arr. Bruxelles)
61. Albert Mariën (arr.Gand-Eeklo)
62. Jules Massonnet, secrétaire (arrts du Luxembourg)
63. Léon Matagne, 1er vice-président (arr.Charleroi-Thuin) (+ 17.8.1951) remplacé par Cambier
64. M. Meunier (arr. Namur-Dinant-Philippeville) (démissionne 8.12.1953) remplacé 10.12.1953 par Peiffer
65. Andries Mondelaers (arr. Hasselt/Tongres-Maaseik)
66. Henri Moreau de Melen[3] (arr. Liège)
67. Albert Moulin (arr.Tournai-Ath)
68. Gilbert Mullie (arr.Courtrai-Ypres), 2e vice-président
69. Gerard Neels (nl) (arr.Bruges)
70. baron Pierre Nothomb (arrts du Luxembourg)
71. Alphonse Pincé(nl) (arr. Termonde-Saint-Nicolas)
72. R. Remson (arr.Charleroi-Thuin)
73. Alfons Roelandts (arr.Louvain)
74. Edmond Ronse, secrétaire (arr. Gand-Eeklo)
75. Maurice Santens (arr. Audenarde-Alost)
76. Maurice Schot (arr. Louvain)
77. Aloïs Sledsens (arr.Anvers)
78. Marcel Sobry (arr.Furnes-Dixmude-Ostende)
79. Paul Struye,président (arr. Bruxelles)
80. Jean Taillard (arr. Bruxelles)
81. Karel Tobback (arr. Anvers)
82. Léon-Éli Troclet (arr. Liège)
83. Charles Van Belle (arr.Liège), questeur
84. Frans-Vital Van der Borght (arr.Louvain)
85. H. Vandermeulen (arr. Verviers)
86. Mme Jeanne Beeckman-Vandervelde (arr. Bruxelles)
87. Edouard Van Eyndonck, secrétaire (arr.Anvers)
88. Willy Van Gerven (arr.Termonde-Saint-Nicolas)
89. Maurice Van Hemelrijck (arr. Bruxelles)
90. Louis Van Hooveld (arr. Bruxelles)
91. Jozef Van In (arr. Malines-Turnhout)
92. Liban Van Laeys (nl) (arr. Termonde-Saint-Nicolas)
93. Edgard Van Oudenhove (arr. Audenarde-Alost)
94. Theofiel Van Peteghem (nl) (arr. Termonde-Saint-Nicolas)
95. William Van Remoortel (arr. Bruxelles)
96. Joseph Van Roosbroeck (arr.Malines-Turnhout)
97. Paul Van Steenberge (nl) (arr. Gand-Eeklo)
98. Maurice Verbaet (nl) (arr. Anvers)
99. Jozef Verbert (arr.Malines-Turnhout)
100. Emiel Vergeylen (arr. Gand-Eeklo)
101. Piet Vermeylen (arr. Bruxelles)
102. H. Vos (arr.Anvers) († 12.5.1952) remplacé 20.5.1952 par Florent De Boey
103. Raoul Vreven (nl) (arr.Hasselt-Tongres-Maaeik)
104. Remi Wallays (nl) (arr. Courtrai-Ypres)
105. Pierre Warnant (arr. Nivelles)
106. H. Wyn (arr.Anvers)
107. Louis Zurstrassen (arr.Verviers)

### provinciaux
- Ernest Adam
- Joseph Baert
- Hubert Beulers
- Albert Bouweraerts(nl)
- L. Briot
- Émile Coulonvaux
- Joseph Custers (nl)
- Victor De Bruyne
- baron René de Dorlodot
- Pierre De Smet
- Louis Desmet
- M. Devriendt
- Paul Estienne
- Georges Feryn
- Petrus-Ferdinand Francen
- Gustaaf Gabriël (nl)
- J. Gilis
- G. Goossens
- E. Jadot
- Léonce Lagae
- Mme Antonia Lambotte-Pauli
- J.F. Laurens
- F. Ledoux
- Victor Leemans
- Hubert Leynen (nl)
- Georges Mazereel
- Léonard Meurice
- Edgard Missiaen
- Roger Motz
- Cyriel Neefs
- Maurice Orban[4]
- Hubert Pontus
- Hubert Rassart
- Maurice Servais
- Alfred Slegten
- Alexandre Spreutel
- Louis Streel
- Arsène Uselding
- Jacques Van Buggenhout (nl), questeur
- Octaaf Van den Storme
- Victor Van Laerhoven
- Frans Van Loenhout
- Cyrille Van Overbergh (jusqu'au 11.11.1952) remplacé 20.11.1952 par Robert Houben
- Julien Versieren
- Jean Vinois
- Edmond Yernaux

### cooptés
- Mlle Maria Baers, secrétaire
- Pieter-Jan Broekx(nl) remplacé 28.5.1953 par Gerard Philips
- Jean-Joseph Chot
- Mme Georgette Ciselet
- August De Block
- Edgard De Bruyne
- Paul De Groote (démissionne en novembre 1952) remplacé par Adolf Molter le 25/11/1952
- Fernand Dehousse
- Mlle Jeanne Driessen
- Robert Gillon
- Joseph Hanquet, secrétaire
- Odilon Knops
- Arthur Mulier
- Charles Petit
- Joseph Pholien[2]
- Henri Rolin
- Jean Rolland
- Paul Segers[5]
- Léon Servais
- Mme Marie Spaak
- Jean Van Houtte[6]
- Paul Van Zeeland[7]